# Burya Point
Der Burya Point (englisch; bulgarisch нос Буря nos Burja) ist eine felsige Landspitze an der Westküste der Trinity-Insel im Palmer-Archipel westlich der Antarktischen Halbinsel. Sie bildet 3,88 km südlich bis östlich des Kap Wollaston und 2,26 km südsüdöstlich des Preker Point die Südseite der Einfahrt zur Saldobisa Cove.
Britische Wissenschaftler kartierten sie 1978. Die bulgarische Kommission für Antarktische Geographische Namen benannte sie 2013 nach der Ortschaft Burja im Norden Bulgariens.